# Shuvuuia
Shuvuuia é um gênero de dinossauro terópode emplumado que viveu no período Cretáceo Superior, onde é hoje a Mongólia. É um membro da família Alvarezsauridae, pequenos dinossauros coelurossaurianos  que se caracterizam por curtos mas poderosos braços especializados para cavar. A espécie-tipo (e única conhecida) é S. deserti, ou do latim "ave do deserto".  O nome Shuvuuia é derivado da palavra mongol shuvuu (шувуу) que significa "ave".
Shuvuuia era um animal pequeno e de constituição leve. Tinha 60 cm de comprimento, sendo um dos menores dinossauros conhecidos. O crânio tem estrutura leve com dentes pequenos e mandíbulas longas e delgadas. O Shuvuuia é único entre os terópodes não-avianos na capacidade do crânio para executar prokinesis, ou seja, ele poderia flexionar sua mandíbula superior, independentemente de sua caixa craniana.
Os membros posteriores de Shuvuuia eram longos, delgados e curtos, o que pode indicar que capacidades de corridas significativas. Os membros anteriores, no entanto, eram extraordinariamente curtos e poderosamente construídos. Embora originalmente se pensasse que Shuvuuia e outros alvarezsauros tinham apenas um dígito no membro anterior, espécimes mais recentes mostram a presença de segundos e terceiros dedos reduzidos além do polegar massivamente alongado conhecido a partir de amostras anteriores. Como outros terópodes, Shuvuuia pode ter usado seus membros anteriores para abrir ninhos de insetos e suas mandíbulas como sonda, dada a sua invulgar mobilidade e delgadeza.
Fósseis de Shuvuuia são conhecidos atualmente de dois locais dentro da formação Djadochta: Ukhaa Tolgod e Tögrögiin Shiree. Pensa-se que estes locais terão cerca de 75 milhões anos de idade (idade do Campaniano). Gêneros contemporâneos incluíam o Velociraptor e o Protoceratops.